# Atelopus fronterizo
Atelopus fronterizo is een kikker uit de familie padden (Bufonidae) en het geslacht klompvoetkikkers (Atelopus). De soort komt voor in Panama en Colombia. 

## Verspreiding
Atelopus fronterizo komt voor in het Caribische laagland en de Caribische zijde van de Serranía del Darién in oostelijk Panama en noordwestelijk Colombia. 

## Uiterlijke kenmerken
De huid van Atelopus fronterizo heeft een groene of gele achtergrondskleur met daarop uitgebreide donkerolijfgroene blokken die transversale banden vormen. Vrouwelijke exemplaren zijn 35 tot 50 millimeter groot, terwijl mannetjes met 24 tot 35 millimeter kleiner zijn.

## Taxonomie
Het eerste exemplaar van Atelopus fronterizo werd al in 1911 gevangen bij Puerto Obaldia in Darién. Lange tijd werd de soort beschouwd als synoniem aan Atelopus limosus. Nieuw veldonderzoek leidde in 2021 tot erkenning als zelfstandige soort.